# 不二價運動
不二價運動，又稱一不二價（uniform price）。係專指曾經推行在台灣的商品誠實標價運動，後在公平交易委員會成立，與《公平交易法》公佈之後走入歷史。
如今在台灣雖仍有推行不二價運動，但多屬於道德自律層面，並不具備法律上的強制性，因為不二價可能涉及違反公平交易法第十四條的「聯合行為之禁止」，第十八條的「違反自由決定價格約定之無效」，與第十九條的「妨害公平競爭之行為」，故商家多改以「建議售價」標示價格。

## 釋義
不二價，即商家對其所販賣之商品或服務，以任何可以表示價格的方式公開定價，並拒絕顧客的討價還價，寧可不成交也要堅持定價的低利潤銷售策略，過去也曾在香港的先施百貨、日本松下幸之助的松下電器中首創。其優點在於以往漢字文化圈所屬國家的人民，多有討價還價的習慣，而顧客初期在不適應不接受殺價的商家後，會去探詢其他可殺價的同業；但在經過比價後，發覺不二價的商家不見得比可殺價的商家貴，反而會提高顧客的忠誠度與回流率，並且省去了顧客與商家的議價時間；其缺點在於由於價格僵化，反而不利自由競爭市場的發展。

## 詞源
1. 《後漢書》卷八十三，逸民傳-韓康傳：「韓康字伯休，一名恬休，京兆霸陵人。家世著姓。常采藥名山，賣於長安市，口不二價，三十餘年。」
2. 《三國志》卷十一，魏書，管寧傳「未至，卒於海表」句下裴松之注，引《先賢行狀》：「使遼東強不凌弱，眾不暴寡，商賈之人，市不二價。」
3. 《孟子滕文公》上：「從許子之道，則市賈不貳，國中無偽。雖使五尺之童適市，莫之或欺。布帛長短同，則賈相若；麻縷絲絮輕重同，則賈相若；五穀多寡同，則賈相若；屨大小同，則賈相若。」[3]

## 台灣的不二價運動
目前可查找到的最早不二價運動起源，有兩種說法。

### 台北扶輪社
台灣日治時期，由於日本政府嚴格管制商品價格，交易多基於商家與顧客彼此間的信賴原則議定，並未有在商品上標價的行為；1945年二次大戰日本投降，撤出臺灣，1949年國民黨政府敗退來台，施政多以軍事準備反攻大陸為主，加上政府推行法幣改革不當，造成通貨膨脹，當時亦未曾規定商品標價，於是市場商品價格頗為混亂。
1957年，台北扶輪社邀請當時剛成立的台北西區扶輪社，共同舉辦了不二價運動，對參與不二價運動的商家給予扶輪社具名的認證與牌匾加以表揚，一時之間，台北青商會、台北市百貨公會等團體也紛紛加入此運動，後逐漸擴及全台。

### 蔣介石指示
根據國立中正紀念堂管理處網站所載，1957年，蔣介石提出了臺灣觀光建設之建議，包括整理風景區環境、修建旅館、改善交通、推行不二價運動等，同時注意各地環境衛生，以吸引外籍旅客及僑民來臺觀光。

### 高峰期
1966年，中華民國經濟部正式推行不二價運動，對於不在商品上標價的商店加以處分，最重可勒令停業；1969年1月29日，蔣介石主持第九十二次反共抗俄總動員運動會報，也明令要推行不二價運動；1976年，台灣省政府推行不二價運動競賽要點，於每年商人節頒發獎狀給不二價運動優良商家。

### 解嚴以後
不二價運動的起源，有早期法規不完善，與政府對消費者權益保護缺乏的時代背景。在推行商品強制標價多年後，台灣陸續制定了《公平交易法》與《消費者保護法》等相關法規，並依法成立了相關公部門，故不二價運動轉為對商家的道德規範。另一方面，不二價運動是強制商家單向對顧客誠實，並不利於公平交易原則的發展；且在推行時期，由於不二價對於第三手買賣(如拍賣)可能牴觸《民法》第391條「拍賣，因拍賣人拍板或依其他慣用之方法為賣定之表示而成立」相，故不二價的法律規定最終廢止。